# 宜昌市第五中学
30°41′39″N 111°17′05″E / 30.69409°N 111.28482°E
宜昌市第五中学，是一所位于湖北省宜昌市西陵区红星路4号的初中。创办于1952年。现任校长李军。

## 生平
1952年4月，宜昌市立中学创办，校址学院街。10月该校迁三新路与川中合并成立“湖北省立宜昌第二初级中学”。同年底，省立宜昌初级中学迁至人民路，改名为“省立宜昌第一初级中学”。同年于怀远路（今红星路）新建中学1所，定名为“湖北省立宜昌第三初级中学”。省立宜昌高级中学迁至北门校军场新址。1956年，按湖北省教育厅规定，各县（市）中学概冠以县（市）名称，术市各中学依次更名，省立宣高更名为“宜昌市第一中学”，省立二高为“宜昌第二中学”，省立第一，二、三初中更名为“宜昌市第三中学”、“宜昌市第四中学”、“宜昌市第五中学”。
宜昌市第五中学校园占地面积13亩。学校教学楼、办公楼、实验楼以及教工宿舍楼布局合理，实现了教学区、办公区、生活区三区分设。门房、厕所、操场、百米跑道全部正规化。总投资约330多万元。